# Spaghetti all'assassina
Gli spaghetti all'assassina sono un piatto della cucina barese a base di spaghetti o vermicelli sbollentati cotti in una padella (tradizionalmente di ferro) con pelati schiacciati a mano, aglio e peperoncino fresco finché il pomodoro non si asciuga creando una rosolatura superficiale. Durante la preparazione, i pomodori pelati schiacciati con le mani, quando sono a contatto con l'olio bollente, creano una fiammata e del fumo dal quale deriva il sentore affumicato del piatto. Nelle sue varianti, la pasta viene risottata, tostata, inserita in padella direttamente cruda, o si utilizza il concentrato di pomodoro, a volte diluito in acqua, al posto dei pelati.

## Storia

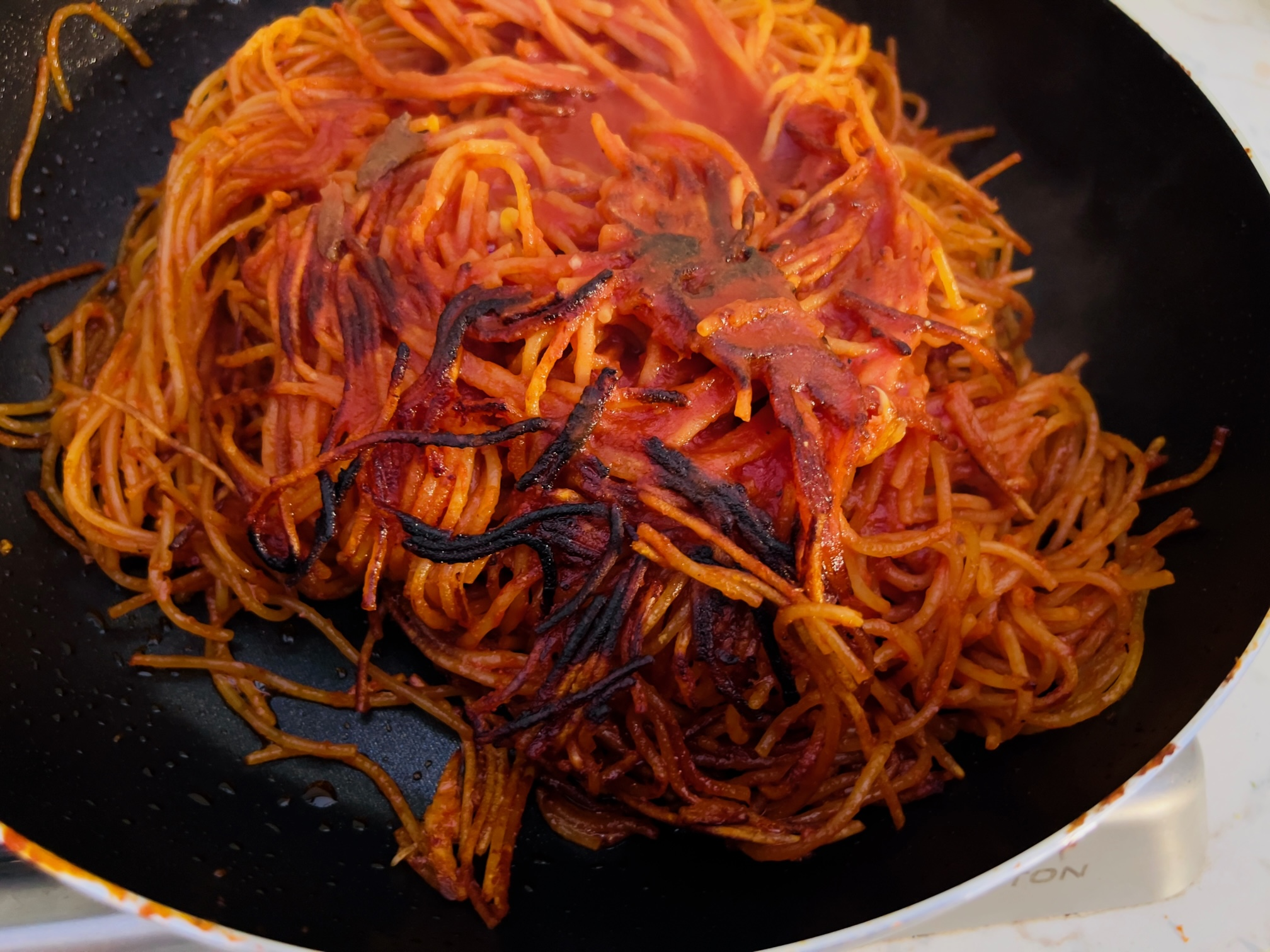
Spaghetti all'assassina risottati.

Secondo Felice Giovine, storico e demologo della città di Bari, gli spaghetti all'assassina hanno avuto origine nel 1967 da Al Sorso Preferito, un ristorante del centro di Bari, e la ricetta fu creata dallo chef foggiano Enzo Francavilla su richiesta di una coppia proveniente dalla Campania. A causa della piccantezza, questi chiamarono scherzosamente Francavilla "assassino", parola da cui discese poi il nome del piatto. Gli spaghetti all'assassina riscossero immediatamente molto successo, diffondendosi in tutta la città, ma già negli anni Ottanta cominciarono a scomparire. Vennero riportati in auge nel 2013 da un gruppo Facebook di estimatori, l'Accademia dell'Assassina, acquisendo popolarità grazie alle successive menzioni nella cultura di massa: la notorietà fu principalmente merito dell'episodio Spaghetti all'assassina della serie Rai Le indagini di Lolita Lobosco (2021), tratto dall'omonimo libro della scrittrice Gabriella Genisi. Francavilla è deceduto il 16 dicembre 2024, all'età di 90 anni.